# Ficus theophrastoides
Ficus theophrastoides Seem., 1868 è una pianta della famiglia delle Moracee.

## Biologia
L'insetto impollinatore di questa specie è l'imenottero agaonide Ceratosolen vissali.

## Distribuzione e habitat
L'areale di F. theophrastoides è limitato alle isole Salomone e alle isole Figi, nel Pacifico meridionale.